# Condesuyos (tỉnh)
Tỉnh Condesuyos (tiếng Tây Ban Nha: Provincia de Condesuyos) là một tỉnh thuộc vùng Arequipa của Peru. Tỉnh Condesuyos có diện tích 6958 km², dân số thời điểm theo điều tra dân số ngày 11 tháng 7 năm 1993 là 20695 người. Tỉnh lỵ đóng ở Chuquibamba.